# Whatuwhiwhi
Whatuwhiwhi ist eine kleine Siedlung im Far North District der Region Northland auf der Nordinsel von Neuseeland.

## Geographie
Die Siedlung befindet sich rund 30 km nordöstlich von Kaitaia am nördlichen Ende des Tokerau Beach der Doubtless Bay auf der Karikari Peninsula und wird heute zu der Siedlung Tokerau Beach gezählt.

## Geschichte
Der französische Entdecker Jean François Marie de Surville und seine Mannschaft auf der Saint-Jean-Baptiste waren die ersten Europäer, die in die Doubtless Bay einfuhren, nur 8 Tage, nachdem James Cook ihr den europäischen Namen gegeben hatte. Die Mannschaft ankerte am 17. Dezember 1769 vor Brodie's Creek, unmittelbar nordöstlich von Whatuwhiwhi. Surville ließ im Küstenbereich Kräuter sammeln zur Heilung der zahlreichen Skorbutkranken an Bord.
Für die meiste Zeit waren die Beziehungen zwischen den eingeborenen Māori und den Franzosen freundlich. Surville gab sich Mühe, die Etikette der Māori, so wie er sie verstand, zu respektieren, er bat um Erlaubnis, Bäume fällen zu dürfen und schenkte bei einer Gelegenheit dem Häuptling ein Schwert. Die einheimischen Māori versorgten ihn mit Obst und Gemüse, und er gab ihnen im Gegenzug Schweine, einen Hahn und ein Huhn, sowie Weizen, Reis, Erbsen und Kleidung. Surville und seine Offiziere verfassten Aufzeichnungen und Skizzen ihrer Eindrücke des Lebens der Māori und ihrer Artefakte, was einen wertvollen Einblick in das vorkoloniale Leben der Gemeinschaften im Norden Neuseelands gibt. Wahrscheinlich zelebrierte der Schiffsgeistliche Paul-Antoine Léonard de Villefeix an Weihnachten auch die erste christliche Messe in Neuseeland.
Die freundliche Stimmung kippte an den letzten beiden Tagen, als Surville durch einen Vorfall erzürnte. Am 27. Dezember war eine Gruppe der Mannschaft während eines Sturmes bei Whatuwhiwhi gestrandet, wo sie von den Māori freundlich behandelt wurden. Der gleiche Sturm riss die drei Anker des Schiffes vom Grund los, deren Trossen daraufhin gekappt werden mussten, damit das Schiff nicht auf Felsen trieb. Die in Schlepp befindliche Yawl des Schiffes lief auf Felsen auf und musste ebenfalls losgeschnitten werden. Das Schiff wurde von starken nordöstlichen Winden aus der Bucht getrieben.
Nach dem Sturm kehrten die gestrandeten Matrosen auf das Schiff zurück. Am 31. Dezember wurde die Yawl an der Küste der Tokerau Beach, von Māori umgeben, gesichtet. Man setzte eine bewaffnete Gruppe ab, die das Boot zurückholen sollte. Diese traf auf eine mit Speeren bewaffnete Gruppe Māori und den Häuptling Ranginui, der sich mit einem grün belaubten Zweig als Friedenszeichen Surville näherte. Surville nahm Ranginui für den vermeintlichen „Diebstahl“ seines Bootes fest, brannte etwa 30 Hütten nieder, zerstörte ein mit Netzen gefülltes Kanu und stahl ein weiteres. Sie brachten Ranginui auf ihr Schiff. Dort identifizierten ihn die während des Sturmes gestrandeten Besatzungsmitglieder als den Māori-Häuptling, der sie freundlich behandelt hatte. 
De Surville war jedoch entschlossen, seinen Gefangenen zu behalten, in der Hoffnung, von ihm Auskünfte über die Ressourcen Neuseelands zu erhalten, und segelte noch am gleichen Tag ab, da sich durch den Sturm die geringe Eignung der Doubtless Bay als Ankerplatz erwiesen hatte. Ranginui wurde gut behandelt und regelmäßig am Tisch des Kapitäns verköstigt, aber er litt wie viele andere an Skorbut und starb am 24. März 1770 auf See.
Der neuseeländische Dichter Gerry Webb schrieb 1996 über das Ereignis in der Doubtless Bay das Gedicht „Surville at Doubtless Bay“.
Eine Gedenktafel an die Ereignisse auf Neuseeland wurde 1969 in Whatuwhiwhi enthüllt. Die gekappten Anker wurden 1974 vom Meeresarchäologen und Taucher Kelly Tarlton (1937–1985) geortet, am 21. Dezember gehoben und dem Museum of New Zealand Te Papa Tongarewa in Wellington geschenkt. Einer ist heute im Far North Regional Museum ausgestellt. Es sind die ältesten authentischen europäischen Objekte, die in Neuseeland gefunden wurden.

## Bildungswesen
Am 27. Januar 1902 wurde in Whatuwhiwhi die Māori-Schule Rangiawhia Native School eröffnet. Der Schulleiter war bis 1919 der Māori Wiremu Taua. Es handelte sich hier um ein Experiment, eine Schule mit Māori als Lehrer zu betreiben. Taua wurde der erste Māori-Schulleiter Neuseelands.
Die Schule erlangt bald einen guten Ruf und für die Native Schools wurden künftig Māori-Schulleiter ernannt. Die Schule erhielt 1906 neue Gebäude und hatte damals um die 20 Schüler. Die Schule besteht heute nicht mehr.
Die später gegründete Te Kura Kaupapa Maori o Rangiawhia, eine koedukative Grundschule für die Jahrgangsstufen 1–8, in der vollständig in der Sprache der Māori gelehrt wurde, wurde im Dezember 2016 geschlossen.

## Tourismus
Die Siedlung besitzt drei kleine Sandbuchten, in denen man zwar sicher baden kann, die aber wegen der nach Südosten ungeschützten Lage keinen geeigneten Platz zum Ankern haben.